# Gastrotheca galeata
Gastrotheca galeata es una especie de anfibios de la familia Amphignathodontidae.
Es endémica del Perú.
Su hábitat natural incluye montanos tropicales o subtropicales secos, zonas de arbustos a gran altitud y tierras de pastos.

## Descripción
Los machos miden hasta 46,0 mm y las hembras hasta 59,4 mm.